# Jaroměř
Jaroměř (tjekkisk udtale: [ˈjaromɲɛr̝̊] ; tysk: Jermer) er en by i didstriktet Náchod i regionen Hradec Králové i Tjekkiet. Den har omkring 12.000 indbyggere, og er kendt for Josefov-fæstningen. Josefov er velbevaret og den historiske bymidte er beskyttet ved lov som en kulturmonumentzone.

## Inddeling
Bydelene Cihelny, Jakubské Předměstí, Josefov og Pražské Předměstí og landsbyerne Dolní Dolce, Jezbiny, Semonice og Starý Ples er administrative dele af Jaroměř.

## Geografi
Jaroměř ligger omkring 16 km nordøst for Hradec Králové. Den ligger hovedsageligt i et fladt landbrugslandskab.
Byen ligger ved sammenløbet af floderne Úpa, Metuje og Elben. Der er også sammenløbet af Metuje og Stará Metuje i den østlige del af området. Der er flere damme i kommunens område, den største af dem er Jaroměřský i den nordlige del.
I området mellem floderne Metuje og Stará Metuje ligger Josefov Engefuglereservat, som er hjemsted for mange sjældne og truede arter af fugle og padder takket være dets tilbagevendende vådområdeøkosystem.

## Historie
Området omkring de lokale floder var befolket så tidligt som 40.000 f.Kr. Den første skriftlige omtale af Jaroměř er fra 1126, hvor en fæstning grundlagt af hertug Jaromír er dokumenteret i området for nutidens Sankt Nikolaus Kirke. Landsbyen blev sandsynligvis forfremmet til en kongeby af kong Ottokar I af Bøhmen og først omtalt som en by i 1298. I 1307 blev det en medgiftsby administreret af dronning Elizabeth Richeza.
Under husitterkrigene var byen omringet af hussitter. I 1437 blev det en medgiftsby for dronning Barbara af Cilli, men borgerne ønskede ikke at opgive sine privilegier og underkaste sig dronningen. Barbara lovede byen til kong George af Poděbrady i 1445. I slutningen af 1400-tallet blev byen stærkt beskadiget af en brand. Efter at den kom sig, led den under Trediveårskrigen. Trods krigen blev der på dette tidspunkt skabt flere renæssance- og barokmonumenter her. I 1791 blev Jaroměř igen en kongeby.
Fra 1780 til 1787 havde kejser Joseph 2. bygget den kejserlige fæstning Ples på venstre bred af floderne Elben og Metuje for at forhindre truslen om en preussisk invasion. Senere tog denne bybebyggelse navnet Josefstadt (bogstaveligt talt "Josephs by" eller Josefov på tjekkisk). Fæstningen blev aldrig angrebet og blev lukket i 1888.
I det 19. århundrede udviklede industri og forretningsliv sig i Jaroměř. Jernbanen blev bygget i 1857.
I 1948 blev byen Josefov og landsbyerne Dolní Dolce og Jezbiny indlemmet i Jaroměř.

## Transport
Motorvej D11 løber vest om byen.

## Kultur
Hver sommer er byen vært for den fire dage lange Brutal Assault, den største centraleuropæiske ekstrem metal-musikfestival. Over 10.000 metalheads fra hele Europa deltager i festivalen.

## Seværdigheder
Jaroměř er bedst kendt for Josefov-fæstningen. Fæstningen med det underjordiske system er tilgængeligt og er et af de vigtigste turistmål i regionen. I Josefov er der også Jomfru Marias himmelfartskirke. Den blev bygget i Empire-stil i 1805-1811.
Det historiske centrum af Jaroměř ligger omkring Elbens slyngning. På pladsen er der en Mariasøjle designet af Matthias Braun fra 1723–1727. Den østlige side af pladsen er lukket af en byport med klokketårn, det sidst bevarede element af byens befæstning, og af Sankt Nicholas-kirken, der blev bygget i begyndelsen af det 14. århundrede. Kirken er en af de mest betydningsfulde kirkebygninger i den højtjekkiske gotik, og har været en del af fæstningsværket. Ved siden af kirken ligger en barokbygning som har været præstegård fra 1786.